# Petter Jamvold
Peter Krefting Jamvold (Løten, 24 de agosto de 1899 — Oslo, 2 de maio de 1961) foi um velejador norueguês, campeão olímpico. Ele competiu nos Jogos Olímpicos de Verão de 1920 na classe 10 Metre e conquistou a medalha de ouro na disputa realizada segundo as regras de 1907 a bordo do Eleda com Erik Herseth, Gunnar Jamvold, Claus Juell, Sigurd Holter, Ingar Nielsen e Ole Sørensen.